# Rezolucja Rady Bezpieczeństwa ONZ nr 1655
Rezolucja Rady Bezpieczeństwa ONZ nr 1655 została uchwalona 31 stycznia 2006 podczas 5362. posiedzenia Rady, odbywającego się w Nowym Jorku.
Rezolucja przedłuża mandat Tymczasowych Sił ONZ w Libanie (UNIFIL) do 31 lipca 2006. Jest to jedyne zawarte w niej postanowienie o wiążącej mocy prawnej. Ponadto zawiera szereg deklaracji i wezwań o charakterze politycznym, dotyczących sytuacji w tym kraju i regionie.